# 삼법인
삼법인(三法印,tilakkhaṇa)은 불교의 교의를 요약하여 제시한 기치 또는 슬로건으로, 불교의 기본적 입장을 특징적으로 보여 주는 근본불교 시대에 발생한 교의이다. 여기서 빠알리어의 ti는 3을, lakkhaṇa는 특징을 뜻하는 말로써, <3가지 특징>이라고 직역되며, 일반적으로 <3법인>이라고 부른다. 법인(法印)이란, 법의 도장이라는 뜻으로, "이것이 찍혀있으면 진짜이고, 이것이 찍혀있지 않으면 가짜이다."라고 말해질 정도로 불교의 진.위를 판별하는 중요한 개념이다.
처음에 삼법인은 제행무상(諸行無常 · Anicca) · 일체개고(一切皆苦 · Dukkha) · 제법무아(諸法無我 · Anatta)의 세 가지를 가리켰다. 이 최초의 삼법인의 각각은 간단히 무상(無常) · 고(苦) · 무아(無我)라고도 한다. "삼법인"이라는 낱말의 영어 번역어인 "Three marks of existence(존재의 세 가지 특징 또는 성격)"는 이 최초의 삼법인에 대한 번역어이다. 후에는 일체개고를 열반적정(涅槃寂靜)으로 대체하여 제행무상 · 제법무아 · 열반적정을 삼법인이라고 하기도 하였다. 또는 최초의 삼법인에 열반적정을 추가하여 일체개고 · 제행무상 · 제법무아 · 열반적정을 사법인(四法印)이라고도 하였다.
고타마 붓다는 이 현실세계는 모두 고(苦)라고 하는 일체개고(一切皆苦)의 현실인식에서 출발하여, 고(苦)의 원인이 인간 자신의 마음 속에 있는 자기모순에 있다고 하였다. 일체개고의 현실인식은 현실 또는 존재(existence) 그 자체에 고(苦)라고 하는 고정된 성질 또는 실체가 있다는 의미가 아니며 또한 고(苦)의 원인이 현실 또는 존재 그 자체에 있다는 의미가 아니다. 즉, 이 세상에 존재하고 있는 것은 시시각각 흘러가고 변화하고 있어 고정되어 있는 것이 없는데(제행무상) 인간은 항상 불변을 바라고, 또 모든 것은 무엇 하나 고정적 실체인 것은 없는데도(제법무아) 그것을 실체라고 고집하려 하는 데에 고(苦)의 원인이 있다고 고타마 붓다는 말하였다. 따라서 올바른 지혜(반야 · 보리)를 통해서, 이러한 자기모순에 빠진 자기 자신을 반성하며 욕망을 버리고 집착에서 벗어날 때야말로 아무것에도 어지럽혀지지 않은 이상적인 열반적정의 경지를 얻을 수 있다는 것이, 삼법인 또는 사법인이라는 교의 속에서 나타나는 불교의 기본적 입장이다.

## 같이 보기
- 고집멸도
- 연기
- 공
- 반야
- 보리